# Cantó de Gournay-en-Bray
El cantó de Gournay-en-Bray és un cantó francès del departament del Sena Marítim, situat al districte de Dieppe. Té 16 municipis i el cap és Gournay-en-Bray.

## Municipis
- Avesnes-en-Bray
- Bézancourt
- Bosc-Hyons
- Brémontier-Merval
- Cuy-Saint-Fiacre
- Dampierre-en-Bray
- Doudeauville
- Elbeuf-en-Bray
- Ernemont-la-Villette
- Ferrières-en-Bray
- Gancourt-Saint-Étienne
- Gournay-en-Bray
- Ménerval
- Molagnies
- Montroty
- Neuf-Marché

## Història
| Data d'elecció                           | Identitat         | Partit               | Qualitat |
| ---------------------------------------- | ----------------- | -------------------- | -------- |
| 1945-1987                                | Claude Heuillard  | Radical, després UDF |          |
| 1987-2011                                | Alain Carment     | PS                   |          |
| 2011-                                    | Florence Legendre | Divers gauche        |          |
| les dades anteriors no són pas conegudes |                   |                      |          |
|                                          |                   |                      |          |

## Demografia
| A partir de 1990: Població sense dobles comptes |